# 城南區
城南区（日语：／ Jōnan ku */?）是日本福岡縣福岡市的7個行政区之一，為福岡市內面積第二小且人口最少的區。

## 地理
城南區位於福岡市的中央部，被中央區、早良區、南區所包圍。與中央區、南區的邊界有樋井川流經，與早良區的邊境有早良街道經過。南部是油山的山麓地帶。從「茶山」、「金山」、「松山」、「友丘」等地名可知城南區的地形較為起伏。

## 歷史

### 年表
- 1889年4月1日：實施市町村制，現在的西區在當時分屬：早良郡鳥飼村、原村、樋井川村、田隈村。[2]
- 1919年11月1日：鳥飼村被併入福岡市。
- 1929年4月1日：原村、樋井川村被併入福岡市。
- 1954年10月1日：田隈村被併入福岡市。
- 1972年4月1日：福岡市成為政令指定都市，同時設置西區。
- 1982年5月10日：原本的西區被廢除，轄區被重新劃分為西區、早良區、城南區三區。

## 設施

### 警消
- 城南警察署
- 城南消防署

### 郵局
- 城南郵局

- 福岡別府團地郵局
- 福岡鳥飼郵局
- 福岡荒江郵局

- 福岡別府四郵局
- 福岡田島三郵局
- 福岡友丘郵局

- 福岡金山團地郵局
- 福岡神松寺郵局
- 福岡福大前郵局

- 福岡七隈郵局
- 福岡堤郵局
- 福岡南片江郵局

### 主要醫院
- 福岡大学醫院

### 其他
- 城南市民中心・圖書館
- 油山青年之家

## 教育

#### 大学
私立
- 福岡大学
- 中村学園大学・中村学園大学短期大学部

#### 公立高等学校
- 福岡県立城南高等学校
- 福岡市立博多工業高等学校

#### 私立高等学校・中学校
- 中村学園女子中学校・高等学校

#### 公立中学校
- 福岡市立城西中学校
- 福岡市立城南中学校
- 福岡市立梅林中学校
- 福岡市立長尾中学校
- 福岡市立片江中学校

#### 公立小学校
- 福岡市立長尾小学校
- 福岡市立鳥飼小学校
- 福岡市立別府小学校
- 福岡市立七隈小学校
- 福岡市立堤小学校
- 福岡市立城南小学校
- 福岡市立金山小学校
- 福岡市立片江小学校
- 福岡市立南片江小学校
- 福岡市立田島小学校
- 福岡市立堤丘小学校

## 交通

### 鐵路
- 福岡市地下鐵
  - 七隈線：別府車站 - 茶山車站 - 金山車站 - 七隈車站 - 福大前車站 - 梅林車站

過去曾有筑肥線通過轄區，並設有鳥飼車站，但在1983年3月22日因筑肥線博多車站至姪濱車站路段停止營運，現在已無鐵路設施。

### 公車
- 西鐵巴士

### 道路
收費道路
- 福岡高速環狀線(福岡高速5号線)：堤出入口

一般国道
- 国道202号
  - 国道202号福岡外環狀道路
- 国道263号

縣道
- 福岡縣道49号大野城二丈線
- 福岡縣道555号檜原比惠線
- 福岡縣道557号東油山唐人線

## 觀光
- 友泉亭公園[3]
- 末永文化中心
- 福岡東洋陶瓷美術館
- 油山

## 知名出身人物
- 竹山隆範 - 搞笑藝人
- 村田亙 - 橄欖球選手
- 古屋敬多 - 歌手（Lead）
- 西村拳 - 空手道選手
- 橋本環奈 - 女演員、藝人

## 外部連結
- 福岡市城南區 （页面存档备份，存于）